# Het Martyrium

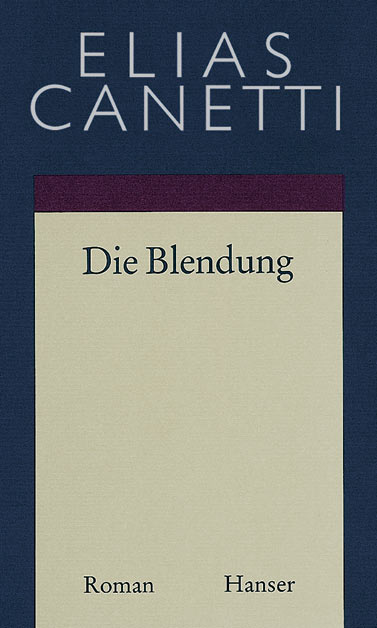
Elias Canetti, Die Blendung

Het Martyrium (originele titel Die Blendung) is een roman uit 1935 van de Duitse schrijver Elias Canetti. Het boek werd aanvankelijk verboden door de nazi's, en werd derhalve pas na de Tweede Wereldoorlog echt bekend. 
De roman handelt over een enigszins vreemde studeerkamergeleerde dr. Peter Kien, die sinoloog (Chinakenner) is. Hij is een boekenworm, sterker nog, een boekengek, die boeken belangrijker vindt dan mensen en die niet buiten de muren van zijn  privébibliotheek kan overleven. Deze Kien wordt door zijn omgeving bestolen en bedrogen, maar toch ontwikkelt de lezer een sympathie voor deze "niet-alledaagse" hoofdpersoon. Ten einde raad trouwt Kien zijn imposante huishoudster, die hem via een salamitactiek steeds meer levensruimte in het huis en uiteindelijk zijn boeken af dreigt te nemen en hem ten slotte het huis uitzet. Eenmaal in de grote boze buitenwereld trekt hij met onder anderen Fischerle op, een dwerg die wereldkampioen schaken wil worden. De ontwikkelingen maken Kien krankzinnig en leiden ertoe dat hij zijn liefste goed, zijn bibliotheek, in brand steekt (zie hier ook de metafoor voor de nazi-boekverbranding) en zelf ook aan de vlammen ten prooi valt. Hiermee wordt door hem het Heine citaat: "Wer Bücher verbrennt, verbrennt auch Menschen" (Heine Almansor 1823) al te letterlijk ten uitvoer gebracht.
Het Martyrium is een roman die de maatschappij nog steeds een spiegel voorhoudt en de vervorming van hebzucht, vervreemding en obsessie met macht laat zien (zie ook Canetti's boek Massa en macht), en die de lezer met veel stof tot nadenken achterlaat. Het hele boek is met dusdanig veel stijl, vertelkracht en liefde voor literatuur geschreven dat de lezer zich kan inleven in de gecompliceerde hoofdfiguur en lezenderwijs deelgenoot wordt van Canetti's niet al te optimistische denkbeeld over de menselijke natuur.